# Randy Weber
Randy Weber (Pearland, 2 luglio 1953) è un politico statunitense, membro della Camera dei Rappresentanti per lo stato del Texas.

## Biografia
Dopo gli studi all'Università di Houston, Weber divenne un piccolo imprenditore.
Entrato in politica con il Partito Repubblicano, tra il 1990 e il 1996 fu consigliere comunale di Pearland. Nel 2006 si candidò per un seggio all'interno della legislatura statale del Texas ma venne sconfitto; tre anni dopo si ricandidò per lo stesso seggio e vinse.
Nel 2012, quando il deputato di lungo corso Ron Paul annunciò il suo ritiro, Weber si candidò per succedergli alla Camera dei Rappresentanti e riuscì a vincere il suo seggio sconfiggendo l'ex deputato democratico Nick Lampson.
Weber è un repubblicano di vedute conservatrici ed è stato spesso critico nei confronti del Presidente Barack Obama: in un tweet lo accusò di essere un dittatore socialista e in un altro lo paragonò ad Adolf Hitler, scatenando alcune polemiche.